# Jahor Schpuntou
Jahor Jurjewitsch Schpuntou (belarussisch Ягор Юр’евіч Шпунтоў; * 5. August 1999 in Nawapolazk) ist ein belarussischer Skilangläufer.

## Werdegang
Schpuntou startete im Januar 2016 in Minsk erstmals im Eastern-Europe-Cup und errang dabei den 60. Platz im Sprint. Im folgenden Jahr kam er beim Europäischen Olympischen Winter-Jugendfestival in Erzurum auf den 24. Platz über 10 km Freistil und auf den siebten Rang im Sprint. Bei den Nordischen Junioren-Skiweltmeisterschaften 2018 in Goms lief er auf den 61. Platz über 10 km klassisch sowie jeweils auf den 15. Platz im Sprint und mit der Staffel und bei den Nordischen Junioren-Skiweltmeisterschaften 2019 in Lahti auf den 62. Platz über 10 km Freistil, auf den 15. Rang im Sprint sowie auf den 14. Platz mit der Staffel. Im März 2020 errang er bei den U23-Weltmeisterschaften in Oberwiesenthal den 43. Platz im Sprint. In der Saison 2020/21 gab er in Falun sein Debüt im Weltcup, welches er auf dem 50. Platz im Sprint beendete und lief bei den U23-Weltmeisterschaften 2021 in Vuokatti auf den 18. Platz im Sprint. Beim Saisonhöhepunkt, den Weltmeisterschaften 2021 in Oberstdorf, errang er den 47. Platz im Sprint. Im folgenden Jahr kam er bei den U23-Weltmeisterschaften in Lygna auf den 16. Platz im Sprint und bei den Olympischen Winterspielen in Peking auf den 68. Platz über 15 km klassisch, auf den 53. Rang im Sprint sowie zusammen mit Aljaksandr Woranau auf den 12. Platz im Teamsprint.

## Teilnahmen an Weltmeisterschaften und Olympischen Winterspielen

### Olympische Spiele
- 2022 Peking: 12. Platz Teamsprint klassisch, 53. Platz Sprint Freistil, 68. Platz 15 km klassisch

### Nordische Skiweltmeisterschaften
- 2021 Oberstdorf: 47. Platz Sprint klassisch